# Townsend (Montana)
Townsend ist eine Stadt im US-Bundesstaat Montana, Vereinigte Staaten und Verwaltungssitz des Broadwater Countys.

## Geografie
Townsend liegt im Westen Montanas nahe der Südspitze des Canyon Ferry Lake, einem beliebten Erholungsgebiet und drittgrößten Gewässer Montanas. Das Stadtgebiet hat eine Größe von 4,12 km², wovon 4,09 km² Land- und 0,03 km² Wasserfläche sind. Der Ort liegt sowohl von Montanas Hauptstadt Helena als auch vom Zusammenfluss des Jefferson River, des Madison River und des Gallatin River ungefähr 56 km entfernt. Diese drei Flüsse bilden das Quellgebiet des Missouri River.
Im Jahr 2010 betrug die Einwohnerzahl 1878.

## Geschichte
1805 durchquerten Meriwether Lewis und William Clark auf ihrer Lewis-und-Clark-Expedition das Gebiet des heutigen Townsend, erste weiße Siedler ließen sich jedoch nicht vor den frühen 1860er Jahren hier nieder. Um den Goldabbau in der Region zu unterstützen, bekam Townsend 1883 einen Bahnhof. Benannt ist die Stadt nach der Ehefrau von Charles Barstow Wright, der von 1875 bis 1879 Präsident der Northern Pacific Railroad war.

## Söhne und Töchter der Stadt
- Patrick Duffy (* 1949), US-amerikanischer Schauspieler